# مملكة لولان
لولان، وتُدعى أيضًا كوران أو كوراينا، هي مملكة قديمة ترتكز حول واحة على طول طريق الحرير المعروفة أساسًا في القرن الثاني قبل الميلاد في الحافة الشمالية الشرقية لصحراء لوب. أخِذ مصطلح لولان من النسخ الصيني للاسم الأصلي «كروران» ويُستخدم للإحالة إلى المدينة الواقعة قرب لوب نور بالإضافة إلى المملكة.
أعيد تسمية المملكة باسم شانشان تيمنًا باسم ملكها الذي اغتاله مبعوث سلالة الهان عام 77 قبل الميلاد، ومع ذلك، احتفظت البحيرة الصحراوية المالحة لوب نور باسم لولان. حوت المملكة في عصور مختلفة مستوطنات مثل نيا وشاركليك وميران وكيمو. خضعت المملكة بشكل متقطع للسيطرة الصينية من سلالة الهان المبكرة فصاعدًا حتى تخلي الصين عنها بعد عدة قرون. تقع أوابد لولان بالقرب من بحيرة لوب نور الجافة حاليًا في محافظة باينغولين المغولية ذاتية الحكم، شينجيانغ، وتحيطها الصحراء، حاليًا من كل جانب.

## لمحة تاريخية

### ما قبل مملكة الهان
بحلول القرن الثاني قبل الميلاد، كبُرت لولان لتسيطر على المنطقة حول حوض تاريم. تقترح الأدلة الأركيولوجية وجود ثقافة غنية ذات أهمية كبيرة في التجارة بين آسيا الوسطى والهند. مر التجار الجنوبيون عبر سلاسل الجبال مثل كاراكورام والهملايا والكوش الهندية نحو الشمال باتجاه صحراء تاكالاماكان، إلى مدن تجارية مهمة مثل لولان ونهرها التجاري نيا. يُعد هذا دليلًا بالرسومات المحفورة على الحجر على طول الطريق بالنصوص الهندية مثل خاروستي وبراهمي، بينما هناك صور لسيد هارتا غوتاما (تدل على انتشار البوذية على طول الطريق التجاري). من هنا، كانت لولان على الطريق الرئيسي من دونهوانغ إلى كورلا، حيث ضمت الطريق الشمالي كما يدعى، واتصلت أيضًا بطريق جنوبي غربي إلى مقعد المملكة في الحكومة في مدينة ووني واحة شارخليك/روكيانغ، ومن هناك إلى خوتان وياركند.
عُثر على عدد من المومياوات، المعروفة حاليًا باسم مومياوات تاريم، في لولان وفي المناطق المحيطة بها. يعود تاريخ مومياء أنثى منها إلى حوالي 1800 قبل الميلاد (عمرها 3800 عام)، ما يشير إلى استيطان مبكر جدًا في المنطقة. لم تكن المومياوات المستخرجة صينية ولا حتى هندية، كان لها شعر خفيف وبشرة فاتحة، وطولها ستة أقدام تقريبًا، أدت هذه الصفات إلى اقتراحات أن أولئك من ممالك شانشان متحدرون من مهاجرين من الهضبة الإيرانية. كانت المومياوات ملفوفة بالقطن والحرير، القطن من الغرب والحرير من الشرق، ما يوفر أدلة على أهمية لولان التجارية.

### سلالة هان المبكرة
وُصفت التفاعلات بين لولان وبلاط هان (206 ق.م - 220 م) بشيء من التفصيل في كتاب هان (اكتمل عام 111 م).
يعود أول ذكر معاصر للولان، في السجلات الصينية، إلى 126 قبل الميلاد. رسالة من شانيو من شينغنو إلى الإمبراطور الصيني، حيث تفاخر شانيو بغزو لولان، بالإضافة إلى يوزهي ووسون وهوجي و26 ولاية أخرى قريبة. في نفس العام، وصف المبعوث الصيني تشانغ تشيان لولان بأنها مدينة محصنة بالقرب من بحيرة الملح الكبيرة أو المستنقع المعروف باسم لوب نور.

خلال أواخر القرن الثاني قبل الميلاد، كان الإمبراطور وو الهاني (حكم من 141 قبل الميلاد - 87 قبل الميلاد) مهتمًا بتوسيع الاتصال مع دايوان (فرغانة)، بعد تقارير عن ذلك من قبل المبعوث الصيني، تشانغ تشيان. ومع ذلك، وفقًا لمصادر صينية، تعرض مبعوثو هان إلى فرغانة للمضايقة من قبل لولان ومملكة غوشي (أو جوشي). ونتيجة لذلك، في عام 108 قبل الميلاد، تعرضت لولان للهجوم من قبل قوة من الهان بقيادة تشاو بونو وأسروا ملكها، وبعد ذلك وافقت لولان على دفع جزية إلى الصين الهانية. عندما سمعت شينغنو بهذه الأحداث، هاجمت أيضًا لولان. لذلك اختار ملك لولان أن يرسل أحد أبنائه كرهينة إلى شينغنو وآخر إلى بلاط الهان. بسبب ارتباط لولان مع شينغنو، سجل كتاب هان:
«أمر الإمبراطور [جين] ون بقيادة القوات بالطريق المناسب، لإلقاء القبض على ملك لو-لان وإحضاره إلى القصر في العاصمة. استجوب [جين وين] من خلال تقديم لائحة اتهام إليه، والتي أجاب عليها بالادعاء بأن [لو-لان] كانت دولة صغيرة تقع بين ولايتين كبيرتين، وأنه ما لم تخضع نفسها للطرفين، فلن تكون هناك وسيلة يحافظ على نفسه في أمان؛ لذلك رغب في إزالة مملكته والسكن داخل أراضي هان».

-هانشو، الفصل 96 أ، الترجمة من هولسوي، 1979.
كان إمبراطور الهان راضيًا عن البيان وأطلق سراح الملك، لكنه احتفظ بابنه رهينةً. عندما توفي ملك لولان، في 92 قبل الميلاد، طلبت بلاطه من بلاط الهان إطلاق سراح ابن الملك ووريثه إلى لولان. في غضون ذلك، أخصي هذا الأمير من لولان لانتهاكه قانون هان، دون علم لولان. رد بلاط الهان بأن إمبراطورها قد أصبح مولعًا جدًا بالأمير لإطلاق سراحه، وأنه يجب تنصيب ابن آخر في لولان. أرسِل ابن الملك الجديد أيضًا إلى بلاط هان كرهينة، وأرسل آخر إلى شيونغنو. بعد وفاة ملك لولان، أعادت شيونغنو الرهينة التي أرسلها لولان سابقًا؛ أمير يدعى تشانغ غوي أو آن غوي، الذي أصبح ملكًا على لولان. عندما سمع بلاط الهان بذلك، طلب أن يحضر الملك الجديد نفسه إلى بلاط الهان. رفض تشانغ غوي، بناءً على نصيحة زوجته؛ لأن بلاط الهان قد فشل في السابق في إعادة الرهائن.
في عام 77 قبل الميلاد، بعد أن اعتُرض وقُتل العديد من مبعوثي الهان في أو بالقرب من لولان، أرسِل وفد صيني بأوامر لاغتيال ملك لولان، بما في ذلك المبعوث فو جيزي. حصل فو جيزي على دخول إلى لولان بادعائه حمل الحرير والأشياء الثمينة كهدايا للملك. بعد أن سَكِر ملك لولان بعد تلقيه الهدايا، طعنه حرس فو جيزي حتى الموت وقطع رأسه وعلقه من برج فوق البوابة الشمالية. عند الانتهاء من الاغتيال، أعلن الحارس على ما يبدو: «أرسلني ابن السماء (الإمبراطور هان تشاو) لمعاقبة الملك، بسبب جريمته في الانقلاب على الهان ... قوات الهان على وشك الوصول إلى هنا؛ لا تجرؤوا على القيام بأي خطوة تؤدي إلى تدمير دولتكم». بينما خلفه الأخ الأصغر للملك ويتوكي كملك، يبدو أن بلاط الهان شدد قبضته على لولان من هذه النقطة؛ وهي خطوة يرمز إليها بلاط الهان بإلزام لولان باعتماد اسم رسمي جديد، وهو الاسم الأجنبي غير الأصلي شانشان.
بسبب موقعها الاستراتيجي على ما أصبح الطريق الرئيسي من الصين إلى الغرب، خلال عهد سلالة هان، تنازع عليها بانتظام الصينيين ومملكة شيونغنو للسيطرة على لولان حتى القرن الثاني الميلادي.